# Gleby kasztanowe
Gleby kasztanowe – typ gleb występujących na obszarach o klimacie umiarkowanym ciepłym suchym, podzwrotnikowym oraz zwrotnikowym suchym.
Są typowe dla stepów. Poziom  próchnicy waha się od 3 do 4% i jest mniejszy niż poziom próchniczy czarnoziemów, z którymi graniczą od północy. Występują na części obszarów prerii w USA, w południowej Argentynie, w Sudanie, w Eurazji na północ od Morza Kaspijskiego i Jeziora Aralskiego, w Mongolii i na obszarach południowo-zachodniej Australii. 
Czerwone zabarwienie tych gleb wiąże się z obecnością w nich tlenków żelaza oraz mniejszym dopływem substancji organicznych i jej intensywny rozkład, zwłaszcza wiosną, powodują, że gleby kasztanowe mają barwę ciemnobrunatną (kasztanową)
Odpowiednio nawadniane dają duże plony i należą do bardzo żyznych, Uprawia się na nich między innymi zboże, kukurydze, buraki cukrowe i słoneczniki. Suche wykorzystywane są jako pastwiska.